# デイビッド・アッテンボロー

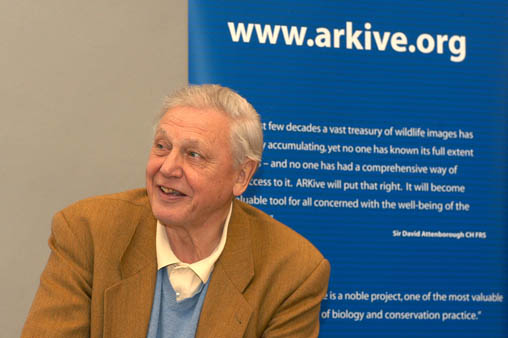
デイビッド・アッテンボロー

サー・デイビッド・アッテンボロー（Sir David Attenborough. [ˈætənbərə]、 OM, CH, CVO, CBE, FRS、1926年5月8日 - ）は、イギリスの動物学者、植物学者、プロデューサー、作家、ナレーター。デイヴィッド・アッテンバラなどの表記もある。ロンドン出身。兄は映画監督のリチャード・アッテンボロー。

## 略歴
父が学長を務めていたレスター大学のカレッジハウスで、3人兄弟（兄：リチャード、弟：ジョン（アルファロメオ幹部））の2番目として育つ。第二次世界大戦中、両親はユダヤ難民の少女をヨーロッパから養子として受け入れる。
レスターのWyggeston Grammar School for Boysを卒業後、ケンブリッジ大学のクレア・カレッジで奨学生として、自然科学（動物学）の学位を取得。
1950年、ジェイン・エリザベス・エブスワース・オリエル（Jane Elizabeth Ebsworth Oriel）と結婚する。結婚生活は、彼女が亡くなる1997年まで続いた。ジェインとの間に2子（ロバート、スーザン）がいる。
ロンドン大学出版会の科学編集助手を経て、1952年にプロデューサーとして英国BBCに入社する。1960年代前半にロンドン・スクール・オブ・エコノミクス大学院に進学したためにBBCを離れるが、修士号取得後BBCに復職し、1965年にはBBC第2チャンネル局長に任命される。
世界各地で野生生物、民俗学関係のドキュメンタリー製作を手がける。1972年からフリーとなり、BBCの自然班とともに動物や植物、昆虫や無脊椎動物などのドキュメンタリー製作を続けている。

## 栄誉・受賞
1981年ユネスコから科学普及の功績に対してカリンガ賞を受賞。1983年王立協会フェロー選出。1985年に叙勲。同年、王立地理学会から金メダル（創立者メダル）を授与された。1990年にベンジャミン・フランクリン・メダル、2000年にコスモス国際賞受賞。
2008年、オーストラリアで化石が発見された「世界最古の胎生生物」である古代魚類が、彼にちなんでMaterpiscis attenboroughi (マテルピスキス・アッテンボローイ)と名付けられた。
2009年、フィリピン・パラワン州のビクトリア山で発見された、げっ歯類をも捕らえるほど巨大な新種のウツボカズラが、彼にちなんで「ネペンテス・アッテンボロギ」と名付けられた。
2016年、英国・自然環境研究会議(NERC)の新しい極地調査船が彼にちなんでRoyal Research Ship (RRS) Sir David Attenborough と命名されることになった。公募に基づく命名であり、「RRS David Attenborough」は人気4位の名称だった。
2021年、BBCのテレビ番組「Winterwatch」のクルーがカビに覆われたクモを洞窟で発見、新種の寄生カビであることが判明し、彼にちなんでGibellula attenboroughiiと命名された。

## 映像作品

### 映画
| 年   | 題名                                                                                | 役割         | 備考                 |
| ---- | ----------------------------------------------------------------------------------- | ------------ | -------------------- |
| 2008 | アース Earth                                                                        | 脚本         | ドキュメンタリー映画 |
| 2011 | フローズンプラネット：薄氷の世界 Frozen Planet: On Thin Ice                         | 出演         | 短編映画             |
| 2015 | アッテンボロー 極楽鳥の世界 Attenborough's Paradise Birds                           | 監督         | ドキュメンタリー映画 |
| 2016 | プラスチックの海 A Plastic Ocean                                                    | 出演         | ドキュメンタリー映画 |
| 2019 | 私たちの地球 - メイキング Our Planet: Behind the Scenes                             | 出演         | ドキュメンタリー映画 |
| 2020 | デヴィッド・アッテンボロー:地球に暮らす生命 David Attenborough A Life on Our Planet | 出演         | ドキュメンタリー映画 |
| 2021 | その年、地球が変わった The Year Earth Changed                                       | ナレーション | ドキュメンタリー映画 |
| 2021 | 地球の限界:"私たちの地球"の科学 Breaking Boundaries: The Science of Our Planet      |              | ドキュメンタリー映画 |
| 2024 | オランウータンの知られざる暮らし Secret Lives of Orangutans                         | 出演         | ドキュメンタリー映画 |

### テレビシリーズ
| 年   | 題名                                                                                          | 役割 | 備考                      |
| ---- | --------------------------------------------------------------------------------------------- | ---- | ------------------------- |
| 2021 | デヴィッド・アッテンボロー: 生命の彩り Life in Color with David Attenborough                  | 出演 | Netflixリミテッドシリーズ |
| 2023 | OUR PLANET 私たちの地球 Our Plane II                                                          | 出演 | Netflixシリーズ           |
| 2024 | デヴィッド・アッテンボロー:知られざる"音"の世界 Secret World of Sound with David Attenborough | 出演 | Netflixシリーズ           |

## 邦訳された著作
- 生きものたちの地球 天野隆司, 野中浩一翻訳 日本放送出版協会 (翻訳) 1985/9
- 地球の生きものたち 日高敏隆訳　早川書房 1997/12
- 図説 地中海物語―楽園の誕生 橋爪 若子(翻訳) 東洋書林 1997/12
- 植物の私生活 山と渓谷社 1998/3/1
- 鳥たちの私生活 浜口哲一, 高橋満彦 (翻訳) 山と渓谷社  2000/7/1
- すごい博物画 歴史を作った大航海時代のアーティストたち 笹山裕子 (翻訳) グラフィック社 2017/9/8
- 地球の生きものたち〔決定版〕 日高敏隆 (翻訳), 今泉吉晴 (翻訳), 羽田節子 (翻訳), 樋口広芳 (翻訳) 早川書房 2019/9/19
- アッテンボロー 生命・地球・未来―私の目撃証言と持続可能な世界へのヴィジョン 黒輪篤嗣 (翻訳) 東洋経済新報社 2022/12/9